# Iridoplitis
Iridoplitis är ett släkte av fjärilar. Iridoplitis ingår i familjen tandspinnare.
Kladogram enligt Catalogue of Life:
| Iridoplitis | \| \| Iridoplitis iridescens \| \| \| \| \| \| Iridoplitis malgassica \| \| \| \| \| \| Iridoplitis theodorus \| \| \| \| |
|             | \| \| Iridoplitis iridescens \| \| \| \| \| \| Iridoplitis malgassica \| \| \| \| \| \| Iridoplitis theodorus \| \| \| \| |
|             | Iridoplitis iridescens |
|             | |
|             | Iridoplitis malgassica |
|             | |
|             | Iridoplitis theodorus |
|             | |